# Fripounet
Fripounet et Marisette, qui deviendra Fripounet, est un hebdomadaire catholique, créé après la guerre par le groupe Fleurus, d'abord destiné aux ruraux, puis petit à petit recentré sur les enfants de 6-8 ans dans les années 1960.
Le périodique Fripounet et Marisette, né du mouvement Cœurs vaillants-Âmes vaillantes, est un dérivé du journal Message aux Cœurs Vaillants, destiné aux jeunes ruraux, que publie alors l'Union des Œuvres.

## Histoire

### L'après-guerre
À la Libération, le groupe Fleurus traverse une mauvaise période, la majorité de ses illustrés sont suspendus.
En 1945, l'hebdomadaire apparaît sous le nom Fripounet et Marisette, Belles Histoires de Vaillance sous-titré « Hommage aux Cœurs et Âmes Vaillants pré-jacistes ». L'Union des Œuvres, lassée des refus successifs du ministère au sujet des republications du groupe Fleurus, se permet de publier avant même une autorisation officielle. L'abbé Pihan et l'abbé Courtois disent se l'autoriser, car le ministère de l'Information a déjà permis et favorisé la publication du périodique Vaillant, à qui il reproche aussi d'avoir volé leur nom.
Le nom du périodique rural, Fripounet et Marisette, né de l'accord de novembre 1944, entre le mouvement Cœurs Vaillants – Âmes Vaillantes et l'Action catholique rurale, qui stipule que le titre du périodique doit rappeler les publications de la Jeunesse agricole catholique.

Bandeau en-tête du journal Fripounet et Marisette du 17 mars 1946.

Cependant, le papier à leur disposition après la Libération ne leur permet de publier qu'un seul illustré par semaine. Fripounet et Marisette ne paraît alors qu'une semaine sur 3. La première semaine, le groupe publie Cœurs vaillants, sous le nom de Tintin et Milou, et la deuxième semaine c'est au tour d'Âmes Vaillantes, avec le nom Perlin et Pinpin.
Le groupe Fleurus s'associe à La Voix de l'Ouest, qui ne souffre pas des réductions de papier, afin de proposer, dès la fin de novembre 1945, le no 5 de Fripounet et Marisette, considéré comme une suite de Messages aux Cœurs Vaillants.

### L'évolution croissante du périodique jusqu'au début des années 1990
Lorsque le journal apparaît, c'est un périodique en grand format de type journal (21 x 28), de 8 pages. À ce moment-là le périodique est en bichromie : bleu et blanc.
La première année, le groupe ne publie que 2 numéros du périodique, puis 25 l'année suivante. en 1947. En 1948, il devient hebdomadaire.
Après que l'autorisation de paraître soit officielle et effective, le format augmente et nous y retrouvons également quelques pages en couleurs. Dès les premières années il est attaché à 130 000 enfants.
Petit à petit, le périodique accroît son public, par un effort de modernisation. De plus, prêtres et laïcs collaborent ensemble dans la conception. Enfin, le périodique est également consolidé par la loi de 1949, puisqu'il fait partie de ceux qui ne sont évidemment pas impactés.
Le 23 juin 1956, le périodique passe de 8 à 12 pages.
Puis en octobre 1957, le format diminue et évolue vers un format plus standard (21 x 29) et est composé de 20 pages. Enfin, à partir de 1960, le périodique évolue de 24 à 32 pages.
Dans les années 1960, destiné originellement aux ruraux, il est recentré petit à petit sur les enfants de 6-8 ans.
Le tirage moyen par numéro augmente au cours des années. Dès 1948, un numéro est tiré en moyenne à 143 000 exemplaires. Puis ce nombre va croître progressivement au fil des années : 144 000 tirages moyens par numéro en 1951, 171 500 en 1955, 180 000 en 1959, 270 025 en 1967, ce qui est le chiffre le plus élevé de tirages par numéro pour ce périodique. Cependant, l'augmentation n'est pas constante et il arrive que certaines années ce tirage soit plus réduit, comme en 1968 où il est de 24 763 contre 240 702 l'année d'après. L'édition favorise l'abonnement et la diffusion militante.

### Le déclin du périodique
Dès le milieu des années 1960, on assiste à un déclin de l'illustré. Ceci est dû à la concurrence.
Déjà, dès le 22 février 1968, la série éponyme Fripounet et Marisette, disparaît du journal et René Bonnet est remercié.
En 1969, au numéro 40, Fripounet abandonne sa sœur Marisette: l'hebdomadaire s'appelle désormais Fripounet . À partir de cette date la numérotation reprend chaque année.
Le journal est fortement ébranlé par la crise de la presse spécialisée qui débute dans les années 1980 ; les tirages diminuent, peu de renouvellement dans les séries et dans la ligne éditoriale. En effet, en 1982, le tirage moyen par numéro n'est plus que de 124 598 et en 1985 de 98 956. 
Le 21 août 1993, le dernier numéro paraît.
Le 6 septembre 1993, le titre est fusionné à Triolo, un autre périodique du groupe, afin de créer Infos-Junior . Mais il ne dure que 4 ans puisque sa publication s'arrête en 1997,.

## Organisation du journal
Le périodique possède une organisation un peu particulière. En effet du fait qu'il appartient à un groupe, on retrouve une équipe commune aux trois périodiques du groupe Cœurs vaillants-Âmes vaillantes, qui est composée d'un reporter photographe, de techniciens de fabrication, d'un secrétariat des auteurs et des dessinateurs et un service chargé de la documentation.
Il y a également une équipe propre au périodique Fripounet et Marisette, avec un rédacteur en chef, un responsable national du mouvement (qui recrute les auteurs et contrôle le travail de l'équipe), un secrétaire de rédaction et un metteur en page.

## Un contenu moralisateur et catholique

### Journal rural
Le groupe Fleurus s'attache à offrir une éducation spécialisée selon les milieux sociaux et le genre. En effet, Cœurs vaillants est destiné aux jeunes garçons et Âmes Vaillantes aux jeunes filles alors que Fripounet et Marisette est attaché à la jeunesse rurale. Les auteurs cherchent dans ce périodique à valoriser les campagnes et la vie en milieu rural. On y retrouve différents thèmes ancrés dans cette logique; par exemple le jardinage, l'observation de la nature, des animaux, la sélection des bons champignons... Fripounet et Marisette, les personnages principaux et éponymes du périodique, accompagnent le lecteur dans cet univers rural.

### Journal avant tout catholique
Même si ce journal est un journal catholique, dédié à la moralisation des mœurs en milieu rural, afin de lutter contre la laïcité et le marxisme, on ne trouve pas que des rubriques religieuses. En effet, le but étant de ne pas repousser les lecteurs non catholiques. C'est une technique favorisée par les rédacteurs : les enfants sont d'abord attirés par les séries un peu plus « commerciales », et ils se retrouvent à lire par la suite des choses plus tournées vers la religion et la moralisation chrétienne.
De plus dès 1970, le groupe Fleurus propose une édition destinée à un public protestant afin d'élargir leur champ de destinataires.
La bande dessinée est ici un outil pour approcher les masses non catholiques et intéresser les catholiques. C'est un divertissement certes, mais l'éditorial fait attention à la représentation de la violence et au langage des personnages. Par exemple, l'argot est exclu des bulles.
Au départ et pendant longtemps, on retrouve néanmoins peu de bandes dessinées à l'intérieur du périodique. En effet, si nous prenons l'exemple du numéro du 20 décembre 1957, il n'y a que 45 % de bandes dessinées contre 50 % de rédactionnel, et 5% de pub.

### Les séries
| Série                            | Date        | Scénario                         | Dessin                 | Genre             |
| -------------------------------- | ----------- | -------------------------------- | ---------------------- | ----------------- |
| Fripounet et Marisette           | 1946        | René Bonnet                      | René Bonnet            | Humour Aventure   |
| Sylvain et Sylvette              | 1946        | Maurice Cuvillier                | Maurice Cuvillier      | Aventure Humour   |
| Les Indégonflables de Chantovent | 1946        | Rose Dardenne                    | Noël Gloesner          | Aventure Humour   |
| Zéphyr                           | 1952 - 1963 | Pierre Brochard                  | Pierre Brochard        | Réaliste Policier |
| Coquin le petit cocker           | 1956        | Edmond-François Calvo            | Edmond-François Calvo  | Humour            |
| Moky et Poupy                    | 1961 - 1988 | Bussemey                         | Bussemey               | Humour            |
| Chevalier de Saint-Clair         | 1963 - 1970 | Guy Hempay (Jean-Marie Pélaprat) | Pierre Brochard        | Aventure          |
| Jordi                            | 1962        | François Bel                     | François Bel           | Aventure Humour   |
| Pat et Moune                     | 1964        | François Bel                     | François Bel           | Aventure Humour   |
| Blason d'Argent                  | 1969        | Guy Hempay                       | Yves Roy Guy Mouminoux | Histoire          |
| Théo Besagne                     | 1970        | Pierre Brochard                  | Pierre Brochard        | Réaliste          |
| Oncle Jo Tenderfoot              | 1970        | Pierre Chéry                     | Pierre Chéry           | Western humour    |

#### Zéphyr
Cette saga réaliste et policière, faite par Pierre Brochard, relate l'histoire de Zéphyr, un adolescent qui parcourt l'Europe avec ses compagnons pour combattre des criminels. La série est publiée de 1952 à 1963 dans le périodique.

#### Fripounet et Marisette
Fripounet et sa sœur Marisette, rejoints par d'autres enfants ainsi que des animaux, vont tous ensemble vivre des aventures dans leur campagne, pleines d'humour et de fantastique. Cette série de René Bonnet est publiée d'abord dans Lettre aux Jeunes Ruraux, ou encore dans En équipe, puis en 1945 dans Fripounet et Marisette. De 1984 à 1987, Fripounet et Marisette est dessinée par Roland Gremet, puis par Christian Goux et scénarisée par Grégory (alias Didier Convard). Certains gags sont aussi publiés dans le magazine familial Clair-Foyer.

#### Sylvain et Sylvette
Cœurs vaillants-Âmes vaillantes, demande à Maurice Cuvillier de créer de nouveaux personnages. Il crée ainsi Sylvain et Sylvette, un frère et une sœur vivant des aventures dans la forêt, ce qui les amène à faire la connaissance d’animaux sauvages qui deviennent leurs amis.
Dès 1945, les aventures des deux enfants se poursuivent dans Fripounet et Marisette.
En 1956, Maurice Cuvillier est malade et c'est Jean-Louis Pesch qui le remplace, mais Pierre Chéry va lui aussi assurer les dessins de cinq épisodes. En 1960, Claude Dubois fait également les dessins en alternance avec Pesch ; ses épisodes sont parfois scénarisés par Robert Génin.

#### Moky et Poupy
L'indienne Poupy et son ami Moky vivent des aventures avec un ours, Nestor. Cette série humoristique faite par Bussemey est publié dans Cœurs vaillants, Âmes vaillantes puis dans Fripounet.

#### Jordi
Jordi, un mousse et son petit chat, Biniou, vivent des aventures dans le monde entier. François Bel réaliste cette série humoristique, qui paraît dans Cœurs vaillants en 1956, puis dans J2 Jeunes, et pour finir dans Fripounet et Marisette.

#### Blason d'Argent
Au cœur du Moyen Âge, le chevalier Amaury combat l'injustice. Guy Hempay (Jean-Marie Pélaprat) en est le scénariste et Yves Roy (Francisco Hidalgo) le dessinateur. En 1959, les dessins sont de Guy Mouminoux.

#### En 1987 le périodiqueFripounetne publie que des reprises
- Marsupilami
- Boule et Bill
- Jungle en folie
- Lucky Luke

## Les personnages marquants du journal

### Les auteurs

#### Les pionniers du journal
- René Bonnet sous le pseudonyme Herboné, est l'auteur de la série Fripounet et Marisette publié chez Fleurus.
- Maurice Cuvillier, créer Sylvain et Sylvette d'abord dans les journaux Cœurs vaillants et Âmes vaillantes.
- Robert Rigot commence à travailler pour Dargaud, puis pour Fleurus où il fait beaucoup d'histoires courtes, pour Cœurs vaillants-Âmes vaillantes puis Fripounet et Marisette, célèbre pour la série Belles histoires et belles vies.
- Pierre Brochard travaille surtout chez Fleurus, très célèbre pour sa série Zéphyr.
- Guy Hempay est un scénariste du groupe Fleurus qui écrit beaucoup pour Pierre Brochard.

#### Dans les années 1960 de nouveaux auteurs arrivent dans le périodique
- Jean Chakir, travaille au départ pour Fleurus, avec Cœurs vaillants, Âmes vaillantes, puis pour Fripounet, mais travaille aussi avec d'autres magazines, dans Pif Gadget notamment, ou encore Pilote.
- François Bourgeon, débute avec Bayard Presse dans la bande dessinée, puis avec Fleurus, dans Fripounet et Marisette, dans les scénarios de François Génin.
- Pierre Guilmard, commence chez Pilote, puis travaille avec les éditions Fleurus, pour quelques séries dans Fripounet.
- Jean Paul Dethorey, travaille beaucoup avec la presse catholique, et fait chez Fripounet des séries éphémères. Il s'oriente ensuite plus dans des bandes dessinées pour adultes.
- François Dermaut (pseudonyme : Franjacq), travaille pour les éditions Fleurus où il adapte des grands classiques.
- André Juillard, commence chez Fleurus où il est dessinateur, et part ensuite dans Pif Gadget.

#### Années 1980
- Jacques de Loustal
- Farid Boudjellal
- Thierry Robin

#### 1990
- Violette Le Quéré
- Kino
- Didier Savard
- Arno
- Philipe Dupuy
- Charles Berbérian
- Luc Cornillon
- Frank Margerin
- Pierre Ouin
- Jean-Claude Denis
- Jacques Ferrandez
- David Beauchard
- Olivier Schwartz
- Jorge Zentner
- Ruben Pellejero
- Craig Russel
- Jung (Edmond Baudoin)

### Quelques personnages prépondérants de la ligne éditoriale
- l'abbé Courtois à la tête de l'éditorial
- en 1945, l'abbé Pihan le remplace
- Pélaprat